# Катаклаз
Катаклаз (рос. катаклаз, англ. cataclasis, нім. Kataklase f) – деформація й подрібнення мінералів всередині гірських порід, викликана тектонічними рухами. Катаклаз супроводжується роздробленням, обертанням мінеральних зерен або їх агрегатів (без зміни хімічного складу). Катаклазити (тектонічна брекчія) відрізняються від своїх аналогів - мелонітів більшою крупністю. 